# John G. Thomas
John G. Thomas (nascut el 19 de gener de 1948) és un cineasta estatunidenc. Porta més de 30 anys al món del cinema i la televisió.
Llicenciat en producció per l'Escola de Cinema de la USC i un Màster en guió, ha produït i dirigit desenes de documentals, llargmetratges i anuncis publicitaris. Entre els seus crèdits es troben pel·lícules com Tin Man, Arizona Heat, Banzai Runner, Healer i, més recentment, Hamal 18.

## Primers anys
Thomas va passar la major part de la seva vida inicial a al mar, prop de la seva ciutat natal de Coral Gables, Florida. Als 14 anys, Thomas era prou habilitat en la navegació per ser la persona més jove que va navegar de Florida a les Bahames. Als 15 anys, feia autostop pels Estats Units, Mèxic i Canadà.
Després, es va fascinar amb les càmeres i va començar a treballar en fotografia fixa. Poc després, venia fotos al diari local i a la revista regional. Al final de la seva adolescència, Thomas no només va produir un programa de ràdio setmanal local, sinó que també va treballar com a càmera per a estacions de televisió i va dissenyar il·luminació per a discoteques de Miami. Fins i tot va organitzar un gran concert de rock protagonitzat per The Byrds, Steppenwolf i altres. Thomas també es va involucrar en produccions locals, incloent projectes com Flipper (sèrie de televisió de 1964) i Gentle Ben (sèrie de televisió de 1967) d’Ivan Tors. Massa jove per treballar legalment, Thomas sovint es pagava sota la taula per fer feines que ningú més volia fer. Això va provocar la passió de Thomas pel cinema, i poc després de graduar-se a l'escola secundària es va traslladar a Hollywood.
A l'USC School of Cinematic Arts, Thomas va estudiar al costat d'altres estudiants de cinema famosos com George Lucas, Ron Howard i John Carpenter. Després d'anys d'enfrontar-se a l'amenaça constant de ser expulsat, Thomas va ser un dels cinc dels quatre-cents estudiants principiants que es van graduar.

## Carrera

### Inicis
Thomas, a diferència dels seus companys, es va centrar en el documental en comptes del llargmetratge afavorit pels seus companys. Durant la següent dècada, va fer 37 documentals, curtmetratges i programes de televisió sobre una varietat de temes com ara l'aviació, l'enginyeria genètica, l'energia solar i la música bluegrass. També va fotografiar un intent de rècord de velocitat terrestre de Kitty O'Neil. Durant aquest període, va rebre nombrosos premis nacionals i internacionals pel seu treball. Les seves pel·lícules també es van projectar a la Casa Blanca i al Vaticà. Tanmateix, el 1983, Thomas va decidir donar una oportunitat als llargmetratges.
El seu primer llargmetratge, Tin Man (1983), és la història d'un geni informàtic sord (Timothy Bottoms) que inventa un ordinador que li permet parlar. La pel·lícula va ser rebuda amb molt d'entusiasme i va formar part de la selecció oficial pels Estats Units al Festival Internacional de Cinema de Sant Sebastià 1983. El següent llargmetratge de Thomas, Banzai Runner (1987), protagonitzat per Dean Stockwell, se centra al voltant de la mort d'un policia mesclat en una cursa en què participen un grup de pilots rics i cotxes d'alta velocitat personalitzats en una carretera deserta pel desert. Banzai Runner es va convertir en el "...vídeo (no d'estudi) més venut el primer any del seu llançament". segons Variety. La següent pel·lícula realitzada per Thomas va ser Arizona Heat (1988), una pel·lícula que creua les fronteres culturals en combinar un policia dur amb una policia lesbiana en la recerca mútua d'un assassí en sèrie. Arizona Heat també va tenir un gran èxit.

### Trencament amb el cinema
Cansat de la producció, Thomas va abandonar el cinema durant tres anys. Durant aquest temps, Thomas es va enfrontar a dificultats emocionals d'haver de posar la seva mare a una casa de repòs. L'experiència va portar a la producció final de la seva següent pel·lícula, Healer (1994). Una història real que narra la vida estranya i sovint humorística de dos paramèdics en un poble retirat. Aconseguint el lloc de la selecció de la nit d'obertura al Festival Internacional de Cinema de Santa Barbara, la pel·lícula era protagonitzada per actors com Tyrone Power Jr., David McCallum, Delane Matthews i Turhan Bey. Tobey Maguire també fa una aparició a la pel·lícula.
Thomas va prendre un altre descans i va treballar a Los Angeles al Departament de Serveis de Protecció de la Infància. Contractat per IBM, Thomas va presenciar la justícia juvenil i va observar molts casos d’abús infantil Pel seu treball, va rebre una menció de la Junta de Supervisors del Comtat de Los Angeles. Thomas es va sentir enriquit per aquesta experiència i es va inspirar per tornar a treballar al cinema. Immediatament atret pel guió, Thomas va crear la seva següent pel·lícula Hamal 18. Aquesta història segueix un detectiu que busca un pedòfil a Internet.
A part de crear pel·lícules, Thomas també va crear un programari especialitzat de pressupostos per a llargmetratges, anomenat Easy Budget. Aquest programa, desenvolupat a partir de la pròpia experiència de producció de Thomas, es ven arreu del món.

### Darrers anys
Thomas escriu guions per a distribuïdors i productores com a script doctor. El treball d'escriptor de Thomas s'estén des de The Los Angeles Times i The Hollywood Reporter, fins a VOA i NPR.
Thomas va publicar el seu primer llibre "Making the Tin Man: How I Made My First Long Film". Aquest relat de primera mà registra les proves i tribulacions que va experimentar Thomas quan va fer el seu primer llargmetratge.
Thomas ensenya tècniques de realització de cinema a diversos col·legis, universitats i escoles secundàries locals. Més recentment, Thomas va adquirir el seu màster en guió i és un expert reconegut en l'àrea de seguretat infantil a Internet.

## Vida personal
Avui, Thomas li agrada passar gran part del seu temps amb la seva dona i les seves dues filles.
Thomas té una passió per volar, sent un pilot instrumental. També és un membre actiu de la seva comunitat, participant en programes que ofereixen regals de Nadal a nens desfavorits.

## Filmografia
- Hamal 18 (2004)
- Healer (1994)
- Caged in Paradiso (1990)
- Arizona Heat (1988)
- Banzai Runner (1987)
- Tin Man (1983)